# Chyi Chin
Chyi Chin  (chinois simplifié : 齐秦 ; chinois traditionnel : 齊秦 ; pinyin : Qí Qín, pinyin : Qí Qín, né  12 janvier 1960 à Taichung, à Taiwan  est un chanteur et auteur-compositeur Taïwanais de renom, qui a été quatre fois nommé pour prix Golden Melody pour le prix du meilleur chanteur masculin, tous les enfants Bei 1997 8 Golden Melody Luo Zo Pulled prix.

## Jeunesse
Dans sa jeunesse, son père lui fit suivre quotidiennement une éducation sévère. Dès cinq heures du matin il débutait sa journée en étudiant l'histoire de la musique anglaise, la littérature chinoise classique et la poésie. Chyi, n'aimait pas la lecture aussi lorsqu'il était adolescent, les efforts entrepris par son père furent mis à mal et leurs relations devinrent tendues. Chyi rejoignit un gang local avec lequel il écopa de trois années de prison. Au cours de son incarcération, Chyi Chin a appris à  devenir introspectif, il tint un journal intime dans lequel il mentionnait ses analyses. Par ailleurs en prison, il prit gout pour la musique et il apprit à jouer la guitare. Chyi Yu, devint un célèbre chanteur, et il offrit à sa sœur aînée, Chyi Yu la possibilité de faire ses débuts. Lors d'un duo à Hong Kong elle lui offrit une luxueuse guitare, qui devint sont outil de travail quotidien
Lors du décès de son père, Chyi Chin ne voulut hériter d'aucune propriété, mais il voulut conserver tous les livres que son père lui faisait lire.

## Vie privée
Chyi Chin est connu pour avoir vécu avec Joey Wong, de son vrai nom Wong Cho-yee (chinois : 王祖賢, née le 31 janvier 1967), aussi appelée Joey Wang, Wang Tsu-hsien, et Joey Ong Jyo-han/hen, une actrice et chanteuse taïwanaise active à Hong Kong. Considérée comme la « Déesse de l'Orient », elle est l'une des vedettes de cinéma les plus légendaires du cinéma chinois et une icône de beauté intemporelle, c'est l'une des meilleures actrices taïwanaises. Leur relation a duré environ seize ans, de 1985 à 2002. Ils se sont séparés et se sont réunis à trois reprises, mais ils se sont définitivement séparés en 2002 après un procès et elle est partie au Canada. Ils restent maintenant amis.
En mars 2010, Chyi a épousé Sun Las Ya, agée de 27 ans, à Las Vegas (États-Unis), et elle a donné naissance à une fille, Bonnie, le 25 mars 2011. Le 1er septembre 2011, alors que Chyi suivait un traitement par aspiration il fut grièvement brûlé au dos, au visage et à la poitrine. Des brûlures du deuxième degré ont endommagé la surface de la peau et bien qu'elles ne mettent pas sa vie en danger, les cicatrices resteront marquée à vie.

## Carrière
Chyi a commencé sa carrière officielle en 1981 avec son premier album intitulé See her Slip Away Again (way 溜溜 的). Ce qui le rendit tout à fait populaire et plus tard cette année-là, il publia le hit "Wolf" en 1985 et ouvrit Rainbow Studios.
Chyi regroupe sa carrière musicale se déroule sur deux périodes:la "période du loup" (avant 1992) et la "période du cerf" (après sa conversion au bouddhisme en 1992).
La période "Loup"  au cours de laquelle il a écrit le single à succès qu'il a publié en 1985
La "période du cerf" (après sa conversion au bouddhisme en 1992). à la suite d'un poème que lui a raconté une voyante
- 哨 呦 呦 / 走近 獵人 的 / 溫柔 地 / 依然 用 溫柔 的 眼神 看著 人, Shào yōuyōu/ zǒu jìn lièrén de/ wēnróu de/ yīrán yòng wēnróu de yǎnshén kàn zhù rén, « Sifflet/ s'approchant du chasseur / doux / regardant toujours la personne avec un regard doux »

## Discographie

### Travaux de la période du Cerf
- 网友專輯 (2003)
- 呼喚 (2002)
- 曠世情歌全紀錄 (2000)
- 西藏演唱會 (1998)
- 世紀情歌之謎 (1998)
- 我拿什么愛你 (1998)
- 97狼－黃金自選集 (1997)
- Longer (1997)
- 絲路 (1996)
- 純情歌 (1996)
- 痛并快樂著 (1995)
- 命運的深淵 (1995)
- 暗淡的月 (1994)
- 黃金十年 (1994)
- 無情的雨無情的你 (1994)

### Travaux de la période Loup
- 狂飆 (1992)
- 柔情主義 (1991)
- 愛情宣言 (1990)
- 紀念日 (1989)
- 流浪思鄉 (1988)
- 大約在冬季 (1987)
- 棋王 (1987)
- 狼Ⅱ (1987)
- 冬雨 (1987)
- 出沒 (1986)
- 狼的專輯 (1985)
- 又見溜溜的她 (1981)